# Chiste del bombillo
El chiste del bombillo es un ejemplo de un chiste con un sinfín de variantes, que tiene posiblemente miles de versiones que abarcan cualquier cultura, creencia u oficio imaginable. El resultado final generalmente no es elogioso hacia el grupo del cual se hace el chiste.

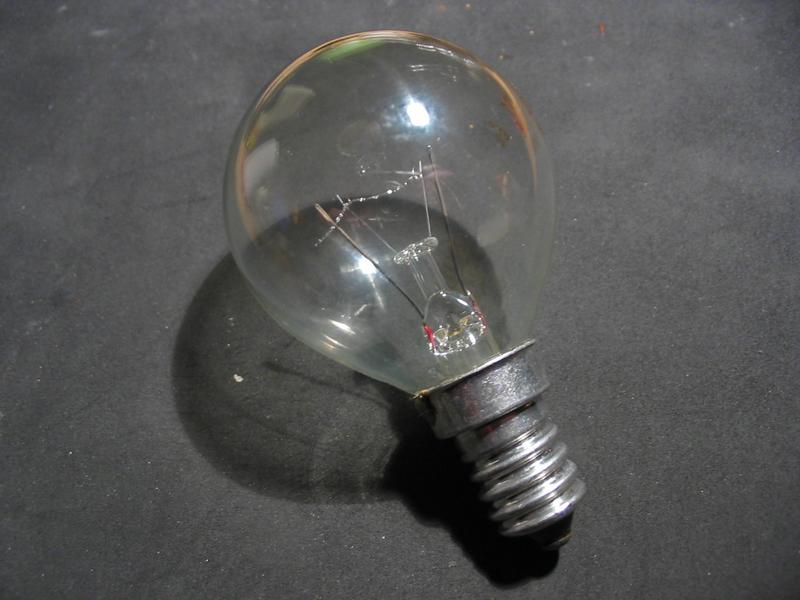
Un bombillo.

El chiste «original» generalmente reconocido como tal es como sigue:
P: «¿Cuántos [insertar grupo elegido aquí] hacen falta para cambiar un bombillo?»
R: «Diez: uno para sostener el bombillo y nueve para darle vueltas a la escalera.»
A continuación se muestra un listado completo de variaciones conocidas. Observe que en muchos casos hay más de una respuesta posible. La siguiente lista de variantes del chiste se agrupa en cinco categorías:
- Variantes geográficas o étnicas.
- Variantes filosóficas o religiosas.
- Variantes ocupacionales.
- Variantes de comportamiento o comunidad.
- Variantes culturales.

Hay también variantes demasiado extrañas para ser categorizadas.

## Variaciones básicas
Incluso el original está sujeto a variantes; la más común implica más gente que le da vueltas a la casa entera.
Una vez elegida la "víctima", las variantes del chiste normalmente obtienen su efecto cómico destacando características del grupo cultural o social, alterando tres variables principales:
- la cantidad (diez, tres, dos, ninguna, millones) de personas que cambian el bombillo se puede ajustar de forma inesperada para darle gracia al chiste:

P: ¿Cuántos marcianos hacen falta para cambiar un bombillo?
R: Uno y medio.
- la duración se puede usar como variable, generalmente si la respuesta es "uno/a":

P: ¿Cuántos evolucionistas hacen falta para cambiar un bombillo?
R: Sólo uno, pero tarda ocho millones de años.
- La palabra cambio referirse a cambiar un bombillo o a realizar un cambio cultural o estructural:

P: ¿Cuántos psicólogos hacen falta para cambiar un bombillo?
R: Uno, pero el bombillo tiene que querer cambiar.
- Otras variaciones existen que logran su efecto alterando dramáticamente el paradigma mismo del chiste; por ejemplo, mostrando las variables del chiste de forma excesivamente larga:

P: ¿Cuántos escritores de ciencia ficción hacen falta para cambiar un bombillo?
R: Dos, pero en realidad son la misma persona, que viaja hacia atrás en el tiempo y se encontró a sí mismo en la puerta de la casa; el primero se sentó en los hombros del otro para poder alcanzar el bombillo. Entonces ocurrió una gran paradoja temporal y el cuarto entero, junto con el bombillo, el tipo y todo lo que existía, desaparecieron del universo.
También se utilizan variantes usando la exageración, o también incluyendo otros objetos adicionales para la respuesta:
P: ¿Cuántos 'idiotas' [o grupo étnico que se considere menos inteligente] hacen falta para cambiar un bombillo?
R: 102, uno que sostiene el bombillo en su base, otro que sostiene la escalera y otros cien que le den vuelta a la casa.

## Versión étnica de uso múltiple general
Esta utilidad genérica incitó a un comentarista crear la "versión étnica de uso múltiple" que lee como sigue:
P: ¿Cuántos miembros de/del -una comunidad étnica dada- toma para cambiar un bombillo?
R: Diez, uno para llevar a cabo el cambio y nueve para -comportarse en una manera que se asocia generalmente a un estereotipo negativo de ese grupo-.
No hay uniformidad en cuanto al blanco de la derrisión: en Estados Unidos ha sido la gente polaca, mientras que en gran Gran Bretaña es del irlandés de quién se burlan (en el País de Gales es el ' Cardis). Estas bromas son realizadas por muchos países y culturas. Por ejemplo, los rusos cuentan la misma broma sobre los moldavos, los Chukchi y los ucranianos. Los ucranianos, alternadamente, la dicen sobre rusos; los españoles se ríen de los habitantes de Lepe, mientras que los colombianos se ríen de los habitantes de Nariño, y del resto de los hispanohablantes se ríen de los gallegos; los brasileños de los portugueses; los noruegos se ríen de sus vecinos suecos, e inversamente, los suecos cuentan la misma broma sobre noruegos; los alemanes apuntan hacia los frisios del este; el blanco de los holandeses y franceses son sus vecinos belgas y los hindúes apuntan hacia los pakistaníes.

## Otros
En la serie Mundodisco de Terry Pratchett, situada en un mundo medieval ficticio, se parodia esta broma sustituyendo el foco por "lámpara-fieltro". Por ejemplo: "¿cuántos trolls hacen falta para cambiar una lámpara fieltro?". Sin embargo nunca se dan a conocer los remates de las bromas.
- Datos: Q2915058